# Мальчик, укушенный ящерицей
«Мальчик, укушенный ящерицей» (итал. Ragazzo morso da un ramarro) — картина Караваджо, итальянского живописца эпохи барокко. Существует в двух вариантах, оба считаются подлинными произведениями Караваджо, один хранится в Фонде имени Роберто Лонги во Флоренции, другой в Национальной галерее в Лондоне. Различия между двумя версиями минимальны.

## Датировка
Считается, что обе версии написаны в период с 1594 по 1596 год. По мнению искусствоведа Роберто Лонги, картины написаны, вероятнее, ближе к концу этого периода, учитывая, что полотна имеют все признаки ранних работ, написанных во владении кардинала Франческо Дель Монте, покровителя Караваджо, и что художник не появлялся на кардинальской Вилле Мадама до 1595 года.

## Личность модели
Как и в отношении всех ранних работ Караваджо, многое остаётся предположительным, и личность модели вызывает споры.
По одной из теорий, моделью был Марио Миннити, компаньон Караваджо и его модель для несколько других картин этого периода; начёс, вьющиеся тёмные волосы и поджатые губы выглядят похожими, но на других картинах, таких как Мальчик с корзиной фруктов или Гадалка, Марио выглядит менее женственно.
Майкл Фрид предположил, что на картине представлен замаскированный автопортрет самого Караваджо. Фрид утверждает, что положение рук изображённого юноши — одна вытянута, другая поднята вверх — совпадает с положением рук художника, держащего палитру во время работы над картиной.

## Символизм
Согласно Леонарду Дж. Слеткесу, символизм картины, скорее всего, восходит к римской статуе «Аполлон, убивающий ящерицу», изображающей сцену, в которой ядовитая Саламандра торжествует над богом, в то время как расположение различных фруктов предполагает четыре темперамента, а сама Саламандра во времена Караваджо символизировала огонь. Изображение Саламандры также несло фаллические коннотации, и картина, возможно, была вдохновлена эпиграммой Марциала: «Ad te reptani, puer insidiose, lacertae Parce: cupit digitis illa perire tuis».

## Стиль

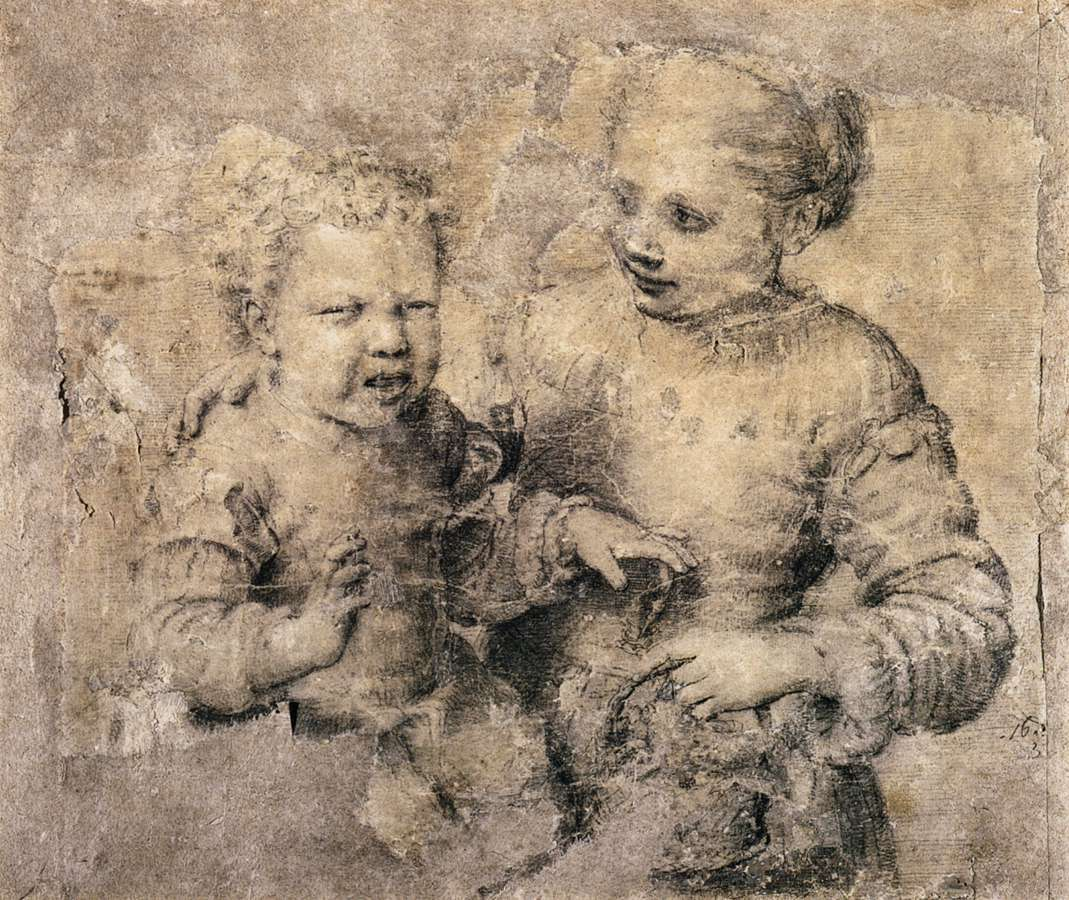
«Мальчик, укушенный крабом» Софонисбы Ангиссолы

Поза укушенного мальчика, возможно, стала результатом эксперимента, предпринятого Караваджо: зафиксировать и отобразить острые эмоции — удивление и страх — в ситуации позирования натурщика, который не может изображать их в течение достаточно длительного времени. Критики Караваджо настаивают, что метод письма с натуры, которому был привержен художник, содержит существенное ограничение: с его помощью хорошо создавать статичные композиции, но не сцены движения или насилия. Только в позднем периоде Караваджо полностью преодолел эту проблему, освоив письмо от воображения. Тем не менее Мальчик, укушенный ящерицей является важным произведением в раннем периоде художника именно потому, что эта картина демонстрирует выход из безвоздушной тишины самых ранних его произведений, таких как «Мальчик, чистящий фрукты» или «Больной Вакх», и даже подразумевающих насилие, но фактически статичных, таких как «Шулера».